# 미니 할리우드

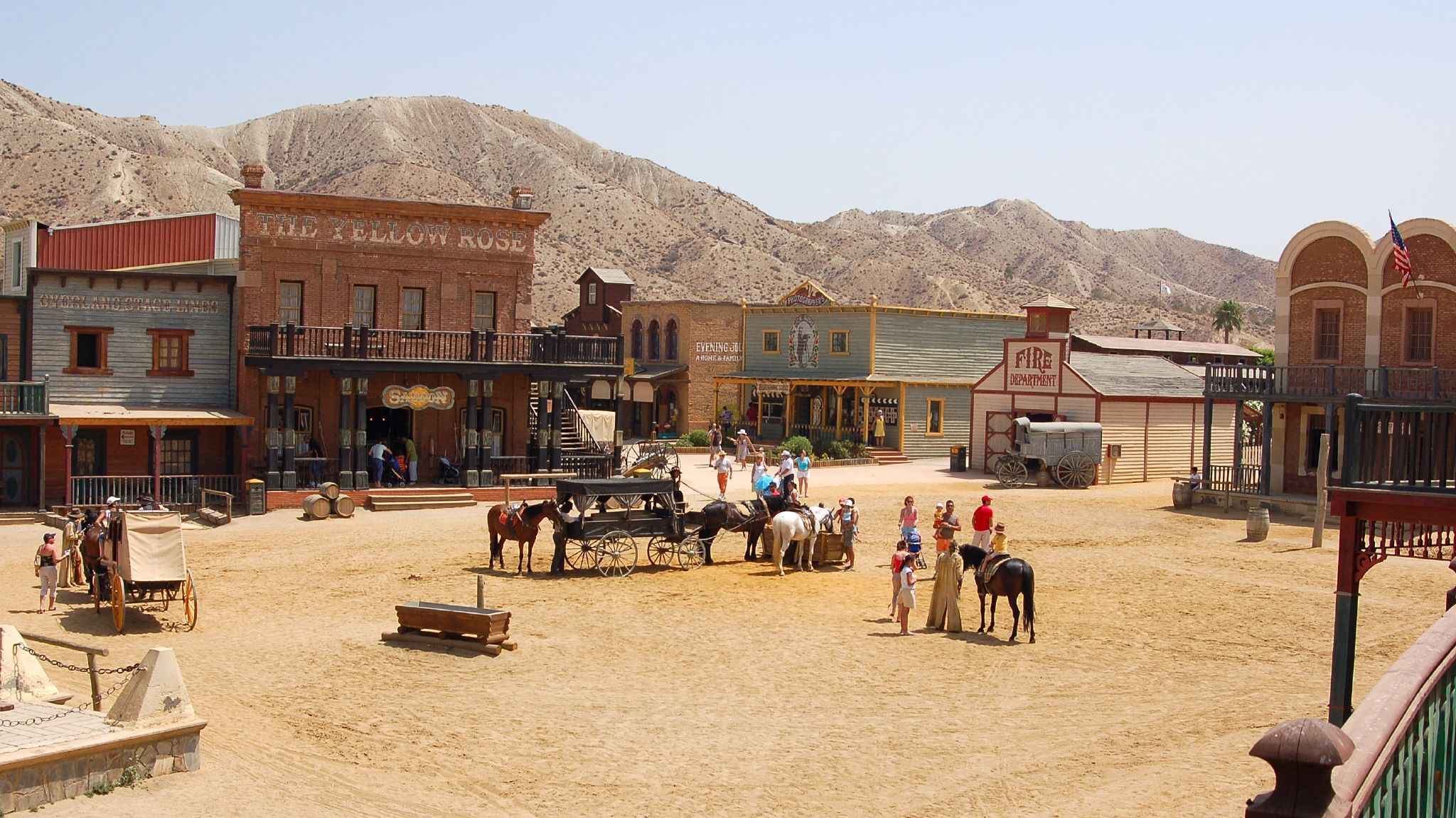
미니 할리우드의 타운 스퀘어.

오아시스(Oasys, 이전 이름: 미니 할리우드)는 안달루시아주 알메리아도의 타베르나스 근처, N-340 도로 364 km 지점에 위치한 스페인 서부극 테마파크이다. 원래 유카 시티(Yucca City)로 알려졌으며, 카를로 시미가 설계하고 1965년 세르조 레오네의 석양의 건맨을 위해 건설되었다. 이 세트는 석양의 무법자(1966)와 같은 다른 영화들의 배경으로도 사용되었다. 《석양의 무법자》 촬영이 끝난 후, 프로젝트에 참여했던 엑스트라들이 세트장을 사들여 관광 명소로 운영했다. 이후 한 호텔 그룹이 이들을 인수했다. 이 공원에서는 모의 은행 강도와 제시 제임스의 최후를 재현하는 것과 같은 매일 카우보이 스턴트 쇼가 열린다. 또한 수영장, 버려진 금광, 카우보이 스타일 살롱, 어린이 활동을 위한 펀 바른, 새와 케이지에 갇힌 고양이과 동물이 있는 동물원, 그리고 많은 모의 서부 상점들이 있다.
닥터 후 에피소드 "A Town Called Mercy"(2012)는 이곳과 포트 브라보/텍사스 할리우드에서 촬영되었다.

## 같이 보기
- 알메리아에서 촬영된 영화 목록
- 텍사스 할리우드
- 웨스턴 레오네